# Anekdoten
Anekdoten ist eine schwedische Progressive-Rock-Band, die 1991 gegründet wurde.  Als vormalige King-Crimson-Coverband sehen sich die Mitglieder in der Tradition von Van der Graaf Generator und Magma und werden deswegen zur Vorhut der Retro-Prog-Welle der 1990er Jahre gezählt. Ihre Musik zeichnet sich durch einen hohen Mellotron-Anteil und, insbesondere auf ihren Frühwerken, durch einen dominanten, stark verzerrten E-Bass-Sound aus.

## Bandgeschichte
Berg, Liljeström und Nordins hatten sich bereits 1990 zusammengefunden, um unter dem Namen King Edward mit Titeln aus der klassischen King-Crimson-Ära aufzutreten. Nach dem Eintritt der Cellistin Dahlberg 1991 benannte man sich um und versuchte sich an Eigenkompositionen.
Die Frühwerke Vemod und Nucleus sind geprägt von einem Wechselspiel zwischen elegischen Passagen mit zurückhaltendem Gesang einerseits und gewitterartigen, temporeichen Stellen mit Liljeströms dominantem Bassspiel, krummen Metren und dissonanten Einschüben auf Gitarre und Cello andererseits. Auf den beiden späteren Alben From Within und Gravity lässt sich eine voranschreitende Entwicklung hin zu einem eingängigeren Soundgewand mit Einflüssen des Alternative Rock feststellen. Konstanten bleiben dabei der rege Mellotron-Einsatz sowie die definierende nordische Melancholie.
Mehrfach kam es zum Austausch mit Weggefährten der schwedischen Szene: In Kooperation zwischen Berg, Nordins und Mitgliedern der Paatos-Vorgängerband Landberk wurde 1998 mit Morte Macabre ein Bandprojekt ins Leben gerufen, das sich der Mellotron-lastigen Neuvertonung verschiedener Horrorfilm-Soundtracks verschrieben hatte. Für das Musikvideo der Single-Auskopplung The War is Over aus dem Album Gravity zeigte sich als Regisseur Ex-Änglagård-Gitarrist Tord Lindman verantwortlich.
Einen Namen machen konnte sich die Band nicht nur als Hauptattraktion auf szenerelevanten Festivals in USA und Europa, sondern auch in Japan, wo zwei Anekdoten-Coverbands existierten. Anekdotens Live-Aktivitäten sind mittlerweile auf ein geringes Maß zurückgegangen, kamen aber noch nicht zum Erliegen.
Seit 2015 begleitet der ehemalige The-Church-Gitarrist Marty Willson-Piper die Band bei Auftritten, zudem wirkte er beim im gleichen Jahr erschienenen Album Until All The Ghosts Are Gone als Gastmusiker mit.

## Diskografie
- Vemod (1993)
- Nucleus (1995)
- Live-EP (1997)
- Official Bootleg: Live in Japan (1998)
- From Within (1999)
- Gravity (2003)
- Waking the Dead, Live in Japan (2005)
- A Time of Day (2007)
- Chapters (2009)
- Until All The Ghosts Are Gone (2015)

## Erwähnenswert
- From Within, Gravity und das Japan-Live-Album sind über das Label Virta erschienen, welches der Band gehört
- Sänger Nicklas Berg nahm bei seiner Heirat den Namen „Barker“ an
- Nebenbei arbeiten die Bandmitglieder in Plattenläden (Peter, dem der Stockholmer „Mellotronen“-Shop gehört), als Web-Designer (Anna Sofi), als Systemtechniker (Jan-Erik) und als Sozialarbeiter (Nicklas)
- Auch heute noch covern sie live Songs ihrer Idole King Crimson, so z. B. Starless, Easy Money, Lament, Cirkus und Larks’ Tongues In Aspic, Part Two